# Wendell Fleming
Wendell Helms Fleming (Guthrie, Oklahoma, 7 de março de 1928) é um matemático estadunidense.

## Obras
- com Raymond W. Rishel: Deterministic and stochastic optimal control, Springer, Berlim, Heidelberg, Nova Iorque, 1975, ISBN 3-540-90155-8.
- Functions of several variables, Addison-Wesley, 1965, Springer, 1977.
- com Halil Mete Soner: Controlled Markov Processes and Viscosity Solutions, Springer, 1992, 2ª Edição 2006.